# Jan Brukner
Jan Brukner (5. února 1891 Vepřová – 26. května 1949 Vepřová) byl československý politik a meziválečný i poválečný poslanec Národního shromáždění za Československou stranu lidovou.

## Biografie
Profesí byl kovářem a domkářem. Podle údajů z roku 1935 bydlel ve Vepřové, ve které také mezi lety 1919–1936 působil jako starosta. Byl velmi oblíbený a často přispíval krátkými povídkami do regionálního tisku.
V parlamentních volbách v roce 1935 se stal poslancem Národního shromáždění. Poslanecké křeslo si oficiálně podržel do zrušení parlamentu roku 1939, přičemž krátce předtím ještě v prosinci 1938 přestoupil do nově vzniklé Strany národní jednoty. Po osvobození byl v letech 1945–1946 opět poslancem Prozatímního Národního shromáždění za lidovce a v letech 1946–1948 poslancem Ústavodárného Národního shromáždění.
Po únoru 1948 odešel z veřejného života a brzy poté zemřel v květnu 1949 na otravu krve. Jeho pohřeb se stal tichou manifestací proti komunistickému režimu.